# Fossvogur

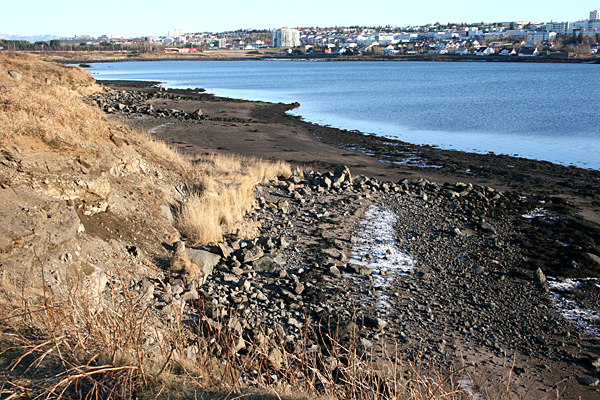
Fossvogur aus Richtung Nautholsvík gesehen

Fossvogur ist eine Bucht in Reykjavik, im Westen Islands und zugleich ein gleichnamiger Stadtteil der Hauptstadt.

## Hintergrund
Es handelt sich hierbei um weitestgehend unbewohntes Gebiet, da es sich um ein Naturschutzgebiet handelt, zudem wurde es 2012 in die Liste der Artenschutzgebiete Islands aufgenommen. Die Gesamtgröße des Schutzgebietes beträgt 63 Hektar, wovon 39 Hektar in Kopavogur liegen, die restlichen 24 Hektar in Fossvogur.
Im Jahre 1999 wurde Fossvogur in die Liste der Naturdenkmäler aufgenommen.
Die größte Gruppe innerhalb der Gesamtpopulation bilden die Vögel.